# Včela medonosná kavkazská

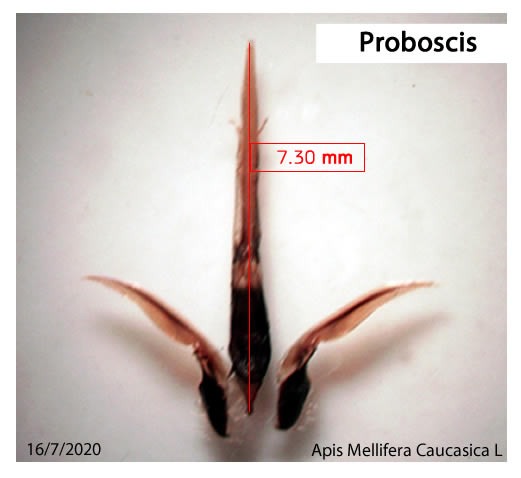
Včela kavkazská (Apis mellifera caucasia) sosák; délka je cca 7,3 mm

Včela medonosná kavkazská (Apis mellifera caucasica, také známa jako karpatská) je poddruh včely medonosné. Vyskytuje se v celé Evropě a západní Asii.

## Původ
Kavkazská včela pochází z údolí středního Kavkazu, z Gruzie i když včely lze nalézt i ve východním Turecku, Arménii a Ázerbájdžánu.

## Anatomie
- Tvar a velikost: podobná včele kráňské a vlašské.
- Barva: tmavá s hnědými skvrnami, šedé ochlupení.
- Délka jazyka (sosáku): až 7,3 mm

## Charakter a chování

### Výhody
- Aktivní a pracovitá.
- Odolná vůči nízkým teplotám.
- Má dlouhý jazyk (sosák) – umožňuje sání nektaru z květů s dlouhým kalichem, např. jetele
- Produkuje velké množství propolisu.
- Rychle produkuje vosk.

### Nevýhody
- Špatně snáší dlouhé zimy.
- Je citlivá na nosemózu.
- Vytváří mala včelstva.
- Pomalý rozvoj.

## Rozšíření po světě

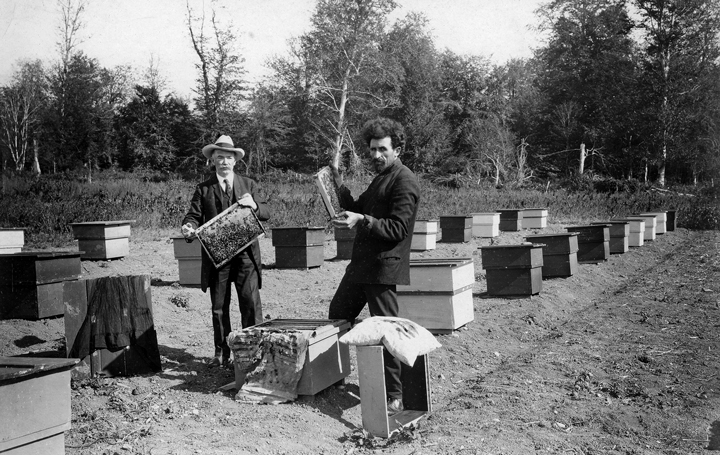
Frank Benton a gruzínský entomolog Ilarion Kavtaradze, 1905, Gruzie, Kavkaz

Kavkazská včela má dlouhou historii ve včelařství po celém světě. Včely byly poprvé dovezeny do Spojených států v 19. století. Frank Benton (1852–1919) navštívil Gruzii v roce 1905 a doporučil dovoz včel do Spojených států.
Ruská revoluce a následná anexe Gruzie Rudou armádou v roce 1921 zastavila vývoz kavkazských včel. Poddruhy byly studovány a pěstovány především sovětskými entomology. Sovětští představitelé měli obavy o zachování čistoty kavkazského poddruhu a zakázali jakýkoli vývoz bez zvláštního povolení.
V roce 1932 byl profesor E. F. Phillips pozván do Sovětského svazu do Gruzie a strávil měsíc návštěvami různých včelařských výzkumných ústavů. Phillips věnoval zvláštní pozornost jedinečným vlastnostem druhu kavkazské včely, především délkou jazyka (sosáku) a byl ohromen včelařským potenciálem v Gruzii.
Mezinárodní vývoz ze Sovětského svazu pokračoval až od roku 1969. Podle britských novin (Sunday Mirror) "kavkazská včela– šedá horská včela Sovětského svazu byla posouzena jako nejlepší na světě a oceněna zlatou medailí. Kavkazská včela se vyznačuje svým komerčním potenciálem a sběrem medu i za deštivého počasí. O tuto včelu požádalo mnoho zahraničních včelařů a do Evropy, Asie a Ameriky jich bylo poslalo až 200 000 (1 června 1969)."

## Mezinárodní ocenění
Včela medonosná kavkazská získala tři zlaté medaile na mezinárodních akcích. Na Mezinárodní zahradnické výstavě v Erfurtu (Německo) v roce 1961, na 20 mezinárodním kongresu APIMONDIA v Bukurešti (Rumunsko) v roce 1965 a na 23 mezinárodním kongresu APIMONDIA v Moskvě v roce 1971.